# شلیک مرگ
شلیک مرگ یا تک شلیک (به انگلیسی: A Single Shot) فیلمی محصول سال ۲۰۱۳ و به کارگردانی دیوید ام روزنتال است. در این فیلم بازیگرانی همچون سم راکول، جفری رایت، کلی رایلی، جیسون آیزکس، جو اندرسون، افلیا لاویبوند، تد لواین، ویلیام اچ میسی، ایمی اسلوآن، دبلیو ارل براون، هدر لیند و کریستی برک ایفای نقش کرده‌اند.